# Liceo Enrique Molina Garmendia
El Liceo Enrique Molina Garmendia, originalmente llamado Instituto Literario y luego Liceo de Concepción o Liceo de Hombres N° 1 de Concepción, es una institución pública chilena de educación secundaria de la ciudad de Concepción. Fundado en 1823, es el tercer liceo más antiguo de Chile. Desde el año 2020 es administrado por el Servicio Local de Educación Pública Andalién Sur, dependiente del Ministerio de Educación.

## Aspectos generales
Es un liceo de varones que imparte la modalidad de Educación General Básica (7.º y 8.º años) y la Educación Media Científico Humanista (1.º a 4.º años). Desde el 2024 pasará a ser un liceo "Plurigénero".
De acuerdo a la numeración propia de los liceos públicos chilenos, le corresponde el nombre de Liceo A-35.
De dilatada historia e influencia en la comunidad penquista, en sus aulas inició sus actividades la que luego constituiría la Universidad de Concepción, creada por iniciativa del Rector del Liceo, don Enrique Molina Garmendia, en homenaje al cual fue rebautizado posteriormente el liceo.

## Historia
El Liceo de Concepción es el tercer liceo más antiguo de Chile, luego del Instituto Nacional (1813) y el Liceo de La Serena (1821).
El 9 de agosto de 1823 se fundó el Instituto Literario, mediante un Decreto Provincial en Concepción, por el Intendente, General Juan de Dios Rivera, que tuvo su fundamento en el Decreto del 20 de junio de ese año, emanado del gobierno presidido por el director Supremo, General Ramón Freire Serrano, mandando fundar «una casa de pública educación para toda clase de personas».
El Instituto Literario comenzó funcionando en el Convento de la Merced[cita requerida] hasta 1835. El Terremoto de Concepción de 1835 destruyó el establecimiento, debiendo trasladarse a múltiples inmuebles hasta 1851, en que por primera vez se instala en edificio propio. 
En 1853 por disposición del gobierno cambia su nombre por el de Liceo de Concepción. 
En 1865 se crea el Curso Fiscal de Leyes, anexo al Liceo, el que era dirigido por su rector, y que es finalmente suprimido en 1928, al integrarse los estudios de Derecho a la Universidad de Concepción.
El Rector Pedro Nolasco Cruz, quien sucede en 1909 la labor de Temístocles Rojas, emprende la tarea de dotar de un nuevo edificio al liceo, el que se construye frente al Parque Ecuador de Concepción y está finalizado en 1915.

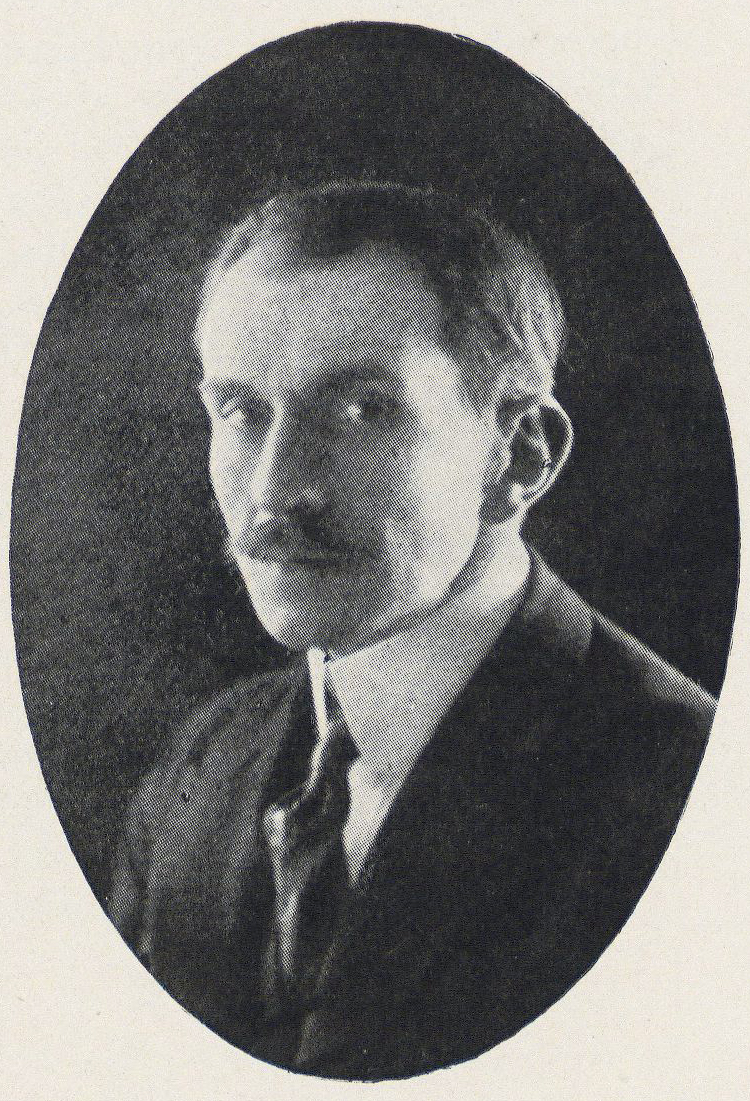
Enrique Molina Garmendia (1871 - 1964), rector del Liceo y que posteriormente sería Ministro de Educación Pública, además del cofundador y primer rector de la Universidad de Concepción.

En 1915 el gobierno confiere el cargo de Rector del Liceo de Hombres de Concepción a Enrique Molina Garmendia, quien antes ya había sido profesor de Historia en la institución. En el período de su rectorado surge, en 1919, la Universidad de Concepción, correspondiéndole la dirección de ambas hasta 1935, continuando como rector únicamente del plantel universitario.
En 1917 se funda la Sociedad de Exalumnos del Liceo de Concepción.
Un suceso emblemático en la historia del Liceo y de la ciudad de Concepción fue la ceremonia pública realizada en 1959 en que se homenajeó al exrector Molina Garmendia con la colocación de una placa frente a la entrada principal que contenía el nuevo nombre de la institución: Liceo Enrique Molina Garmendia.
El sismo que afecta a la zona en 1960 daña gravemente el edificio el que finalmente es demolido, obligando a levantar un nuevo edificio
El actual edificio del liceo fue inaugurado en 1968 en mismo solar en que se emplazaba el antiguo. De la edificación anterior sólo subsiste la estructura del teatro, la que está siendo objeto de estudios técnicos para su restauración.
En la década de 1980 y en plena dictadura de Augusto Pinochet, este liceo fue uno de los pocos que se elegía democráticamente a su Centro de Alumnos. También, en esa época, fue uno de los liceos líderes en el gran paro de la educación en 1987. Dos décadas después, nuevamente sería uno de los liceos líderes en Chile en la llamada Revolución Pingüina del 2006, donde se transformó en el "Liceo líder del Sur de Chile", donde se juntaron la mayoría de los Centro de Alumnos del sur de Chile, todo esto a cargo del Presidente del Centro de Alumnos del liceo (Periodo 2006), Claudio Iturra. Además, en ese mismo año, el liceo se integró a una de las redes del proyecto de orientación vocacional Chilecalifica.

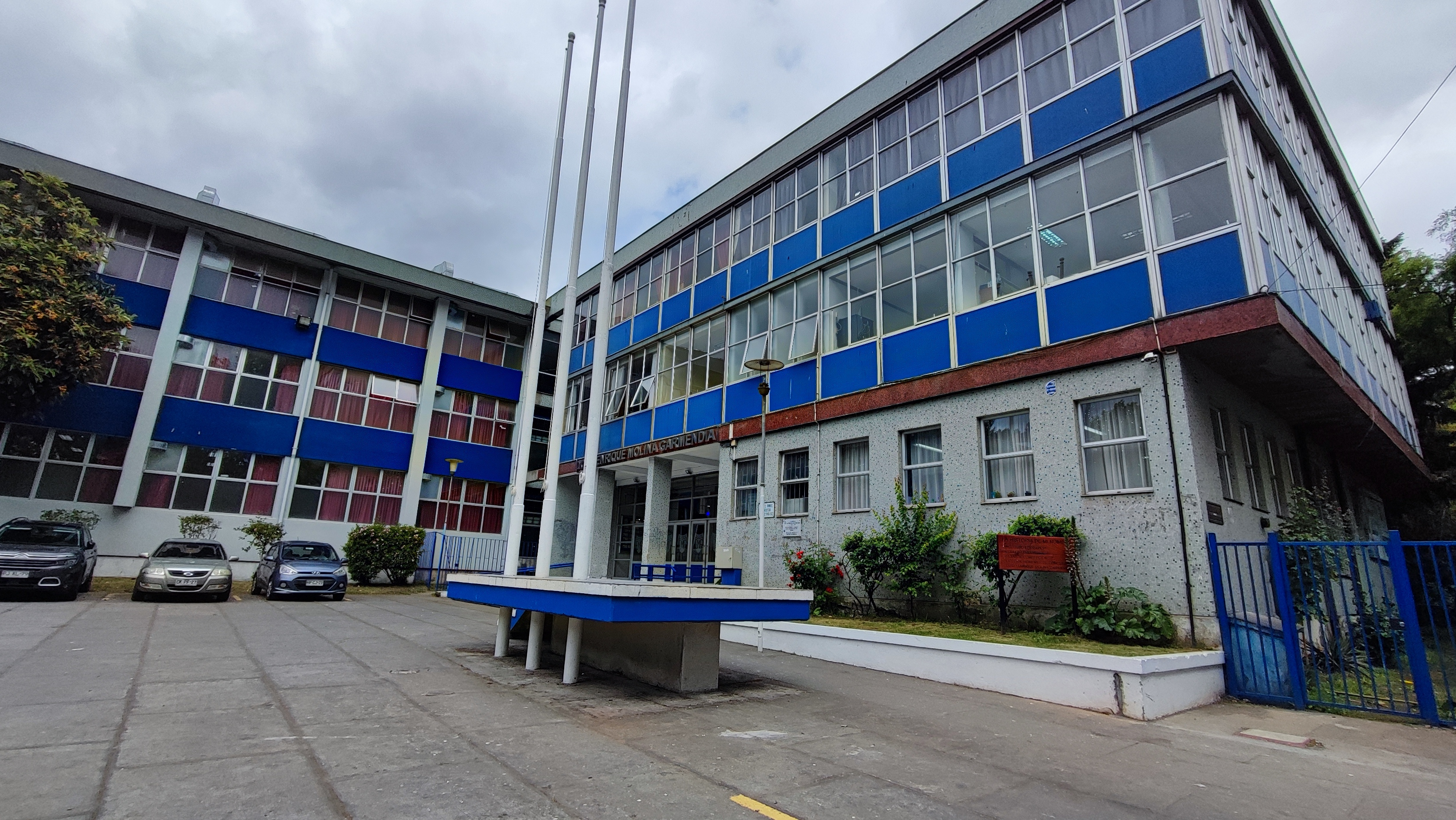
Frontis del Liceo Enrique Molina Garmendia en 2023.

En la PSU 2007 el liceo obtuvo una puntuación máxima nacional: Pablo Sebastián Acuña Torres, quien obtuvo 850 puntos en Matemáticas. En el año 2008, Walter Toledo obtuvo también la puntuación máxima en la misma prueba (PSU Matemáticas). En 2013 el liceo Enrique Molina se ubicó en el tercer lugar entre los colegios municipales de Concepción en la clasificación PSU, con un promedio de 520 puntos.
Desde la década de los 80 hasta el año 2019 fue administrada por la Dirección de Administración de Educación Municipal (DAEM) de la Municipalidad de Concepción. Con la creación del Servicio Local de Educación Pública Andalién Sur el 2020, su administración paso a manos de este ente público dependiente del Ministerio de Educación, junto con todos los establecimientos educacionales municipales de las comunas de Concepción, Chiguayante, Hualqui y Florida.

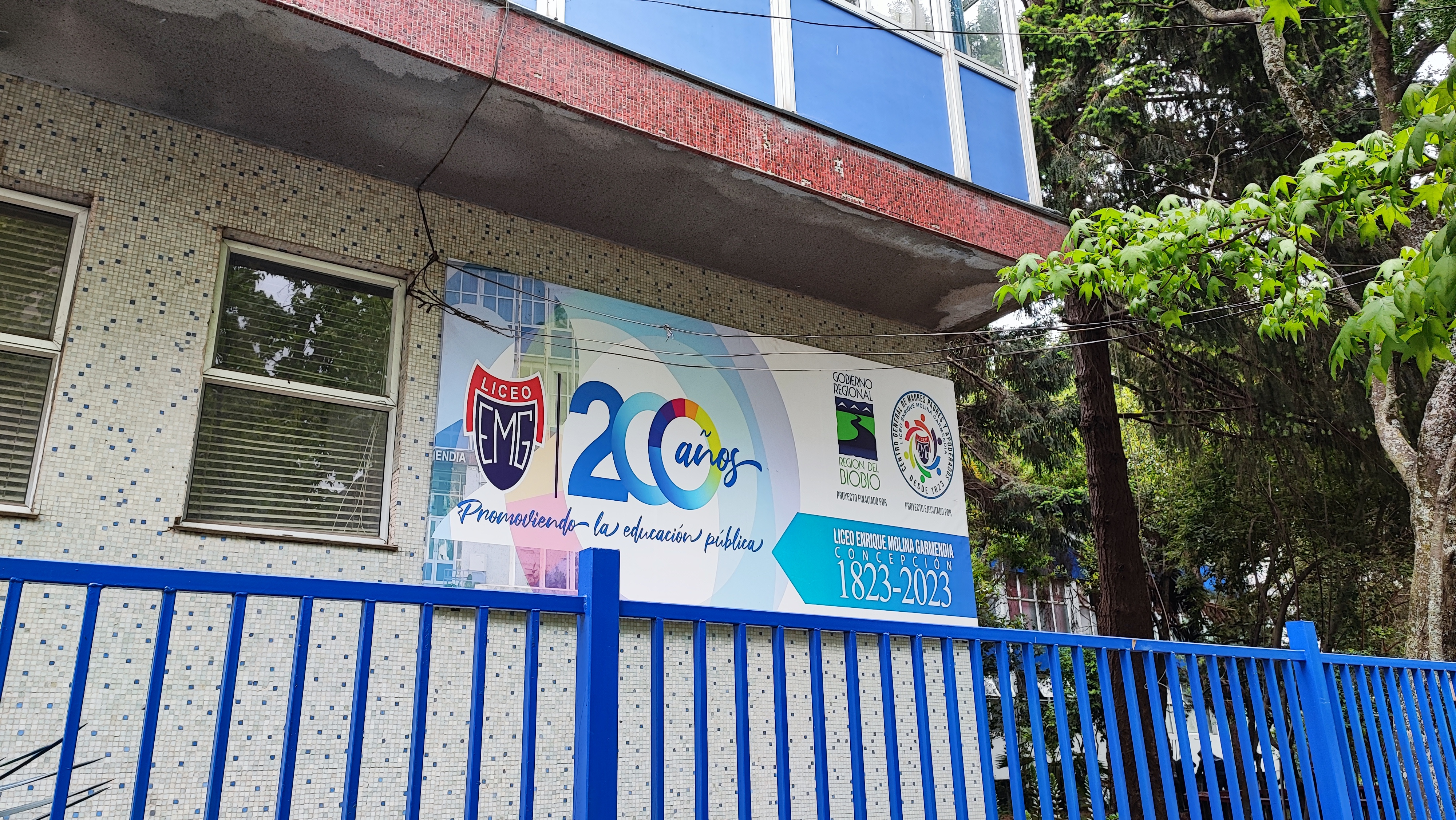
Gráfica usada por el Liceo Enrique Molina Garmendia en conmemoración a su bicentenario, durante el año 2023

En enero de 2022 se anunció que desde 2024 pasará a ser "Plurigénero", dejando de ser un liceo masculino a fines de 2023. Esto, basado en la buena experiencia de otros liceos como el Instituto Nacional, y a nivel local como el Liceo Experimental Lucida Godoy Alcayaga; además de tener el apoyo técnico de la Universidad de Concepción y Universidad de Chile, así como también la venia de la comunidad educativa.
El 9 de agosto de 2023, el Liceo Enrique Molina Garmendia cumplió 200 años, por el cual se realizó una ceremonia conmemorativa de su bicentenario.

## Teatro Enrique Molina

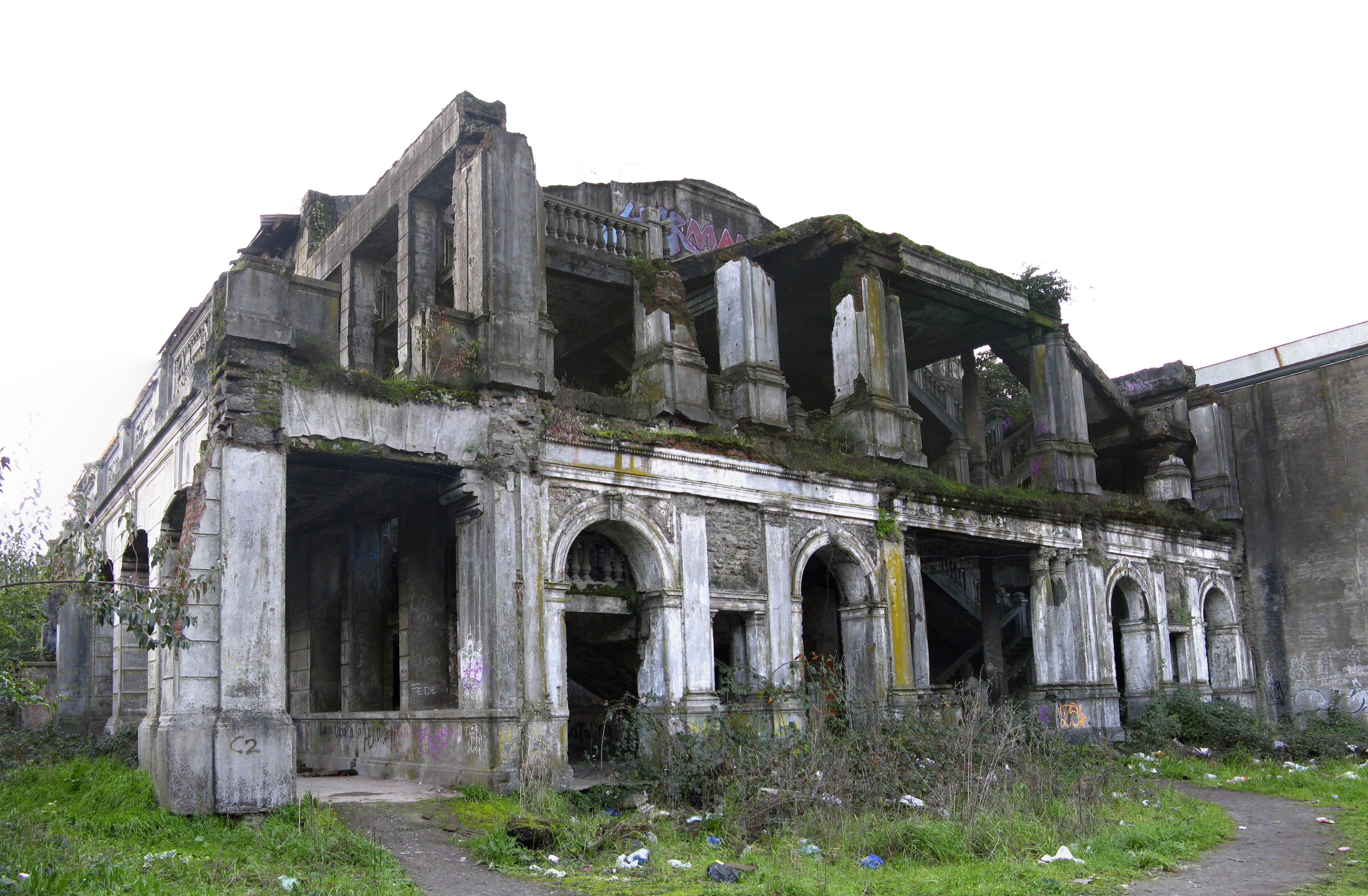
Exterior del Teatro Enrique Molina en julio de 2012

El teatro del Liceo también es muy conocido dentro de la ciudad. Este teatro se encuentra a un costado del Liceo, por la calle Victor Lamas. Durante sus años dorados (Entre 1930 y 1960), fue sede de destacadas obras de la época, solo comparándose con el Teatro Municipal de Concepción. También fue en sus escenarios (al igual que el Teatro Municipal) donde se formaron destacados actores nacionales. Para el Terremoto de 1960, fue destruido casi en su totalidad, quedando solo parte de su escalera frontal. Luego del terremoto, el Teatro fue totalmente abandonado hasta marzo del 2007, cuando la Ministra de Cultura, Paulina Urrutia, se comprometió a estudiar el terreno del teatro para reconstruirlo.

## Exalumnos
Importantes personalidades de la vida nacional y regional han pasado por sus aulas. Se destacan, entre ellas, Juan Antonio Ríos, Presidente de Chile (1942-1946); Carlos Dávila Espinoza, Carlos Prats, Augusto Parra, el poeta Gonzalo Rojas, el actual diputado democratacristiano por el distrito 44 de la Región del BioBio, José Miguel Ortiz; el rector de la Universidad de Chile, Ennio Vivaldi y el ex Ministro de Defensa, José Goñi. El Diputado por la Provincia de Cautín (1949-1953) Roberto Contreras Salas, también fue Ministro Interino de Tierras y Colonización, el exministro del interior y seguridad  pública de Chile Víctor Pérez Varela también se formó en las aulas del establecimiento.  En este liceo también estudiaron varios destacados líderes del Movimiento de Izquierda Revolucionaria (MIR): Miguel Enríquez, Bautista van Schouwen, Marcello Ferrada de Noli, Luciano Cruz, Edgardo Enríquez; entre otros, también fueron alumnos del Liceo EMG.
Allí también estudiaron destacados músicos, resaltando hasta hoy el Coro Sinfónico del Liceo. Además formaron parte de su alumnado el animador Raúl Matas; el creador de Condorito, Pepo; y los futbolistas Pedro Morales y Arturo Sanhueza.[cita requerida]
Destaca también Oscar Parra, fundador del primer Centro de Ciencias Ambientales de Chile (EULA-Chile), Ricardo Barra Decano de la Facultad de Ciencias Ambientales de la Universidad de Concepción, primera Facultad interdisciplinaria de la temática ambiental en Chile.